# Konarevo
Konarevo (em cirílico: Конарево) é uma vila da Sérvia localizada no município de Kraljevo, pertencente ao distrito de Ráscia, na região de Zapadno Pomoravlje. A sua população era de 3753 habitantes segundo o censo de 2011.

## Demografia
| 1948 | 1953 | 1961 | 1971 | 1981 | 1991 | 2002 | 2011 |
| ---- | ---- | ---- | ---- | ---- | ---- | ---- | ---- |
| 823  | 930  | 1200 | 1961 | 2766 | 3351 | 3372 | 3753 |